# Song Soon-chun
Song Soon-Chun est un boxeur sud-coréen né le 15 janvier 1934 à Séoul et mort le 15 octobre 2019.

## Carrière
Song Soon-chun participe aux Jeux olympiques d'été de 1956 en combattant dans la catégorie des poids coqs. Il parvient en finale mais est battu par l'allemand Wolfgang Behrendt et remporte finalement la médaille d'argent.

## Parcours auxJeux olympiques
Jeux olympiques d'été de 1956 à Melbourne (poids coqs) :
- Bat Alberto Adela (Philippines) aux points
- Bat Robert Bath (Australie) aux points
- Bat Carmelo Tomaselli (Argentine) aux points
- Bat Claudio Barrientos (Chili) aux points
- Perd contre Wolfgang Behrendt (Allemagne) aux points